# Кеттлер, Дональд Джозеф
Дональд Джозеф Кеттлер (англ. Donald Joseph Kettler; род. 26 ноября 1944, Миннеаполис, штат Миннесота, США) —  прелат Римско-католической церкви, 8-й епископ Фэрбанкса, 10-й епископ Сент-Клауда.

## Биография
Дональд Джозеф Кеттлер родился в Миннеаполисе, штат Миннесота 26 ноября 1944 года у Джозефа и Маргерит Кеттлер. Вскоре, после его рождения, семья переехала в Су-Фолс, штат Южная Дакота, где он вырос с братом Джеймсом и сёстрами Элизабет и Кэтлин. Получил степень бакалавра богословия в университете Сент-Джон в Колледжвилле. 29 мая 1970 года его рукоположили в сан священника.
До 1979 года служил на приходах в Абердине и Су-Фолс, координировал работу епархиальных отделений в Су-Фолс. В 1981 году поступил в католический университет Америки, где получил степень лиценциата канонического права. В 1983 году был назначен судебным викарием Су-Фоллс, и возобновил работу по координации действий епархиальных учреждений, чем занимался с 1984 по 1987 год. В это же время он стал транслировать мессу раз в неделю по телевидению. 
С 1987 по 1995 год был ректором собора Святого Иосифа в Су-Фолс. С 1995 по 2000 год служил настоятелем в приходе Святого Ламберта, с 2000 по 2002 год — прихода Христа Царя. Также был членом епархиального финансового совета, попечительского комитета, службы католической семьи, ассоциации христианских церквей в Южной Дакоте и членом совета директоров католической школьной системы в Су-Фолс.
Папа Иоанн Павел II номинировал его в епископы Фэрбанкса 7 июня 2002 года. Епископскую хиротонию 22 августа того же года совершил архиепископ Роджер Лоуренс Швиц, которому сослужили епископы Майкл Уильям Уорфел и Роберт Карлсон. Он стал первым главой епархии со времени её основания, который не был членом Общества Иисуса.
1 марта 2008 года епархии Фэрбанкса были предъявлены официальные обвинения в сексуальном насилии над несовершеннолетними. Таким образом, диоцез стал шестой католической епархией в США, столкнувшейся с этой проблемой. Папа Франциск номинировал его в епископы Сент-Клауда 20 сентября 2013 года. Он взошёл на кафедру 7 ноября 2013 года.